# The Last Kiss (película de 2006)
The Last Kiss es una película romántica de 2006 que está basada en la película Italiana de 2001 L'ultimo bacio, dirigida por Gabriele Muccino. 
La película es protagonizada por Zach Braff, Jacinda Barrett, Rachel Bilson, y Casey Affleck.
El guion fue escrito por Paul Haggis y Zach Braff, y dirigido por Tony Goldwyn.
La mayoría de la película fue filmada en y alrededor de Madison, WI. Braff estuvo involucrado con la banda sonora de la película. El primer tráiler estrenado fue en la página oficial de Zack Braff a mediados de junio de 2006.

## Sinopsis
La historia trata sobre una pareja joven y sus amigos luchando con la madurez y problemas en relaciones y compromiso.

## Reparto
| Actor                | Personaje       |
| -------------------- | --------------- |
| Zach Braff           | Michael         |
| Jacinda Barrett      | Jenna           |
| Rachel Bilson        | Kim             |
| Casey Affleck        | Chris           |
| Michael Weston       | Izzy            |
| Eric Christian Olsen | Kenny           |
| Marley Shelton       | Arianna         |
| Lauren Lee Smith     | Lisa            |
| Harold Ramis         | Profesor Bowler |
| Blythe Danner        | Anna            |
| Tom Wilkinson        | Stephen         |

## Taquilla
La película recaudó $11,614,790 en Estados Unidos y Canadá y $4,118,563 en otros mercados (incluyendo $2,508,416 en Reino Unido) para una recaudación total de $15,848,512.